# Tylophora urceolata
Tylophora urceolata är en oleanderväxtart som beskrevs av U. Meve. Tylophora urceolata ingår i släktet Tylophora och familjen oleanderväxter. Inga underarter finns listade i Catalogue of Life.